# Santa Ana, California

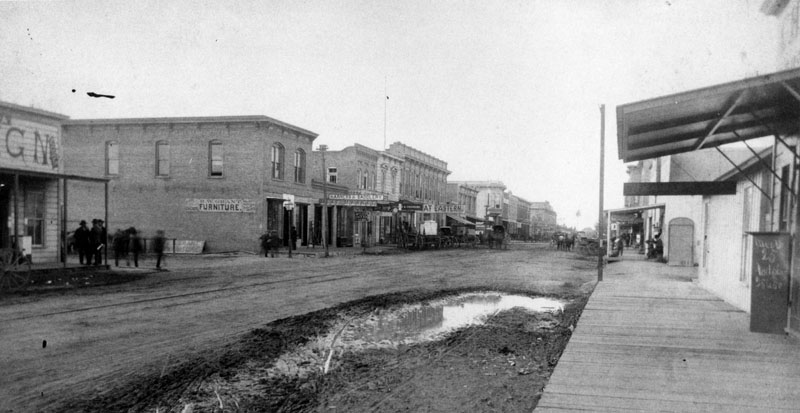
Santa Ana năm 1887.

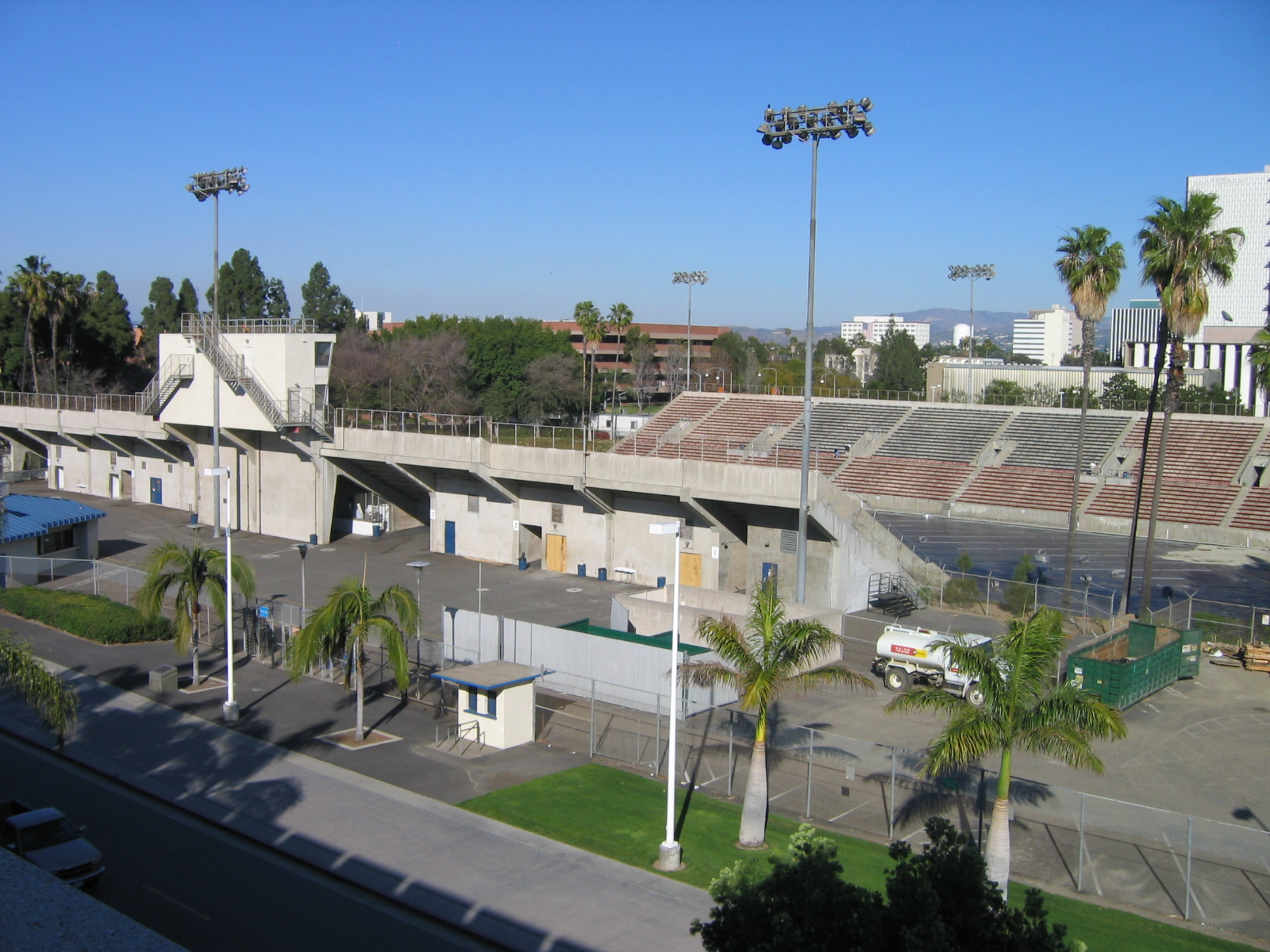
Sân vận động thành phố năm 2007.

Santa Ana là thành phố đông dân nhất và là quận lỵ của Quận Cam, California. Thành phố nằm cách bờ biển Thái Bình Dương khoảng 16 km (10 dặm Anh) và bên dòng Sông Santa Ana phần lớn chảy theo mùa. Xa lộ cao tốc Santa Ana (Xa lộ liên tiểu bang 5) đi ngang thành phố, và Xa lộ cao tốc Costa Mesa (Xa lộ cao tốc 55) và Xa lộ cao tốc Garden Grove (Xa lộ cao tốc 22) đi dọc theo vùng ranh giới của thành phố.
Thành phố được đặt theo tên của Thánh Anna, ngày nay nổi tiếng vì có đông dân số người nói tiếng Tây Ban Nha mà chiếm đến trên 75% tổng dân số. Thành phố này trước kia có thể nói là một thành phố toàn người da trắng. Ấn định của Văn phòng Ngân sách và Quản lý hiện tại cho khu vực Quận Cam và Santa Ana là "Santa Ana-Anaheim-Irvine, CA."
Theo Điều tra Dân số Hoa Kỳ năm 2000, số người Mỹ gốc Việt sinh sống trong thành phố là 19.226 người hay 5,6% dân số toàn thành phố. Một góc phía tây của thành phố hiện nay là phần mở rộng mới nhất của khu Tiểu Sài Gòn mà có lãnh thổ trên những phần đất của hai thành phố lân cận nữa là Westminster và Garden Grove.

## Lịch sử
Các thành viên của dân tộc Tongva và Juaneño/Luiseño đã sinh sống ở đây từ lâu đời. Sau cuộc hành trình đến miền đất lạ năm 1769 của Gaspar de Portolá do Cha Junipero Serra hướng dẫn đã đặt tên vùng đất này là Vallejo de Santa Ana (Thung lũng Thánh Anne). Ngày 1 tháng 11 năm 1776, Mission San Juan Capistrano trở thành khu định cư đầu tiên thường trực của người châu Âu trong vùng tại Alta California, Tân Tây Ban Nha.
Năm 1810 là năm khởi sự cuộc Chiến tranh giành độc lập của Mexico (1810-1821), Jose Antonio Yorba được ban cấp đất mà được biết đến với tên gọi là Rancho Santiago de Santa Ana. Nông trại của Yorba bao gồm các vùng đất mà các thành phố Olive, Orange, Irvine, Villa Park, Santa Ana, Tustin, Costa Mesa và El Modena chưa được tổ chức, và Santa Ana Heights hiện diện ngày nay. Nông trại này là đất ban tặng duy nhất trong Quận Cam dưới thời cai trị của Tây Ban Nha. Các vùng đất xung quanh được ban tặng trong Quận Cam được chính phủ mới cấp sau khi Mexico độc lập.
Sau khi Chiến tranh Mexico-Mỹ kết thúc năm 1848, Alta California trở thành phần đất của Hoa Kỳ và những người định cư Mỹ đã đến vùng này lập nghiệp.
William H. Spurgeon, người Kentucky đã tuyên bố chủ quyền năm 1869 đối với những phần đất lấy được từ con cháu của Jose Antonio Yorba. Santa Ana được tổ chức thành thành phố năm 1886 với một dân số là 2000 người và vào năm 1889 nó trở thành quận lỵ của Quận Cam vừa được thành lập.
Một trong những công ty thương nghiệp nổi tiếng nhất của Santa Ana là công ty nhạc cụ Rickenbacker. Đàn ghi ta điện và đàn ghi ta bass được nổi danh trong tay nhiều người chơi đàn huyền thoại nhạc rock and roll. Santa Ana cũng là nhà của First American Corporation và Ingram Micro, và Glenn L. Martin Company mà sau đó nhập vào Lockheed Corporation để hình thành công ty chế tạo vũ khí và máy bay lớn nhất trên quả đất là Lockheed Martin.

## Địa lý
Santa Ana nằm ở vị trí 33°44′27″B 117°52′53″T / 33,74083°B 117,88139°TĐã đưa tham số không hợp lệ vào hàm {{#coordinates:}} (33.740717, -117.881408)1.
Theo Cục Điều tra Dân số Hoa Kỳ, thành phố có tổng diện tích là 71,0 km² (27,4 mi²). Trong đó có 70,3 km² (27,1 mi²) là mặt đất và 0,7 km² (0,3 mi²) hay 0,95% là mặt nước. Đây là nơi có mật độ dân số đông hạng 8 tại Hoa Kỳ với dân số 100.000 hay nhiều hơn (12.471,5 người/mi²).

## Giáo dục
Santa Ana là nhà của Cao đẳng Santa Ana, một trường cao đẳng cộng đồng là một phần của Khu Cao đẳng Cộng đồng Rancho Santiago. Trung học Mater Dei, Trung học Valley, Trung học Trung Cao đẳng (Middle College High School), Trung học Santa Ana, Trung học Saddleback, Trung học Century, Trung học Cơ sở Segerstrom, Trung học Cơ sở Godinez, Trung học Cesar E. Chavez, và các trường chính khác trong khu vực cùng với Trung học Nghệ thuật Quận Cam ở khu trung tâm thành phố. Thành phố cũng là nhà của một trong nhiều Học viện Nghệ thuật tư thục hậu trung học của California.
Học khu Thống nhất Santa Ana gồm có 37 trường tiểu học K-5, chính trường từ lớp 6-8, tám trường trung học từ lớp 9-12, năm trường đặc biệt, và một trường nội trú. Các trường K-8 thuộc giáo hội Công giáo La Mã có mặt tại Santa Ana là: Trường Our Lady, Thánh Anne, Thánh Barbara, và Thánh Joseph. (Các trường Trái tim Vẹn sạch Mary và Our Lady Of the Pillar đóng cửa năm 2005 và nhập vào Trường Our Lady.

## Nhân khẩu
Đến năm 2000, thành phố có 337.977 người, 73.002 hộ, và 59.788 gia đình sống trong thành phố. Mật độ dân số là 4.808,2/km² (12.451,9/mi²). Có khoảng 74.588 đơn vị nhà với mật độ là 1.061,1/km² (2.748,0/mi²). Một số người cho rằng các con số này thực sự còn cao hơn nhiều, và dân số có thể gồm có trên 25% di dân không giấy tờ. Tổng cộng thành phố phải có khoảng 500.000 người. Mật độ dân trên đơn vị nhà ở của Santa Ana là 4,6 người một đơn vị nhà ở, con số cao nhất trong tất cả các thành phố Hoa Kỳ có trên 50.000 dân. Ngược lại, mật độ tương tự cho New York là 2,8, và Los Angeles là 2,6. Nhiều cư dân sống trong các nhà chứa xe cải tiến để ở một cách bất hợp pháp hoặc trong những căn phòng không phải dùng để cho người ở. Thành phố đã cố gắng giảm số người sống trong một căn nhà bằng cách thông qua quy định hạn chế mật độ nhưng điều đó khiến tạo ra một vụ kiện dân sự được đưa lên tòa và việc giới hạn này cuối cùng bị bãi bỏ.
Tỉ lệ nhân chủng của thành phố là 42,73% người da trắng, 1,70% người Mỹ gốc Phi châu, 1,19% người bản thổ châu Mỹ, 8,81% người gốc Á châu, 0,34% người gốc Đảo Thái Bình Dương, 40,64% từ các chủng tộc khác, và 4,58% có hai chủng tộc hoặc hơn. Người nói tiếng Tây Ban Nha của tất cả các chủng tộc là 76,07% dân số. Người da trắng không phải người nói tiếng Tây Ban Nha chiếm 12,4% dân số - một phân số nhỏ của con số khi họ là đa số trong thập niên 1950 và 1960.
Lợi tức trung bình của một hộ trong thành phố là 43.412 đô la Mỹ, và lợi tức trung bình của một gia đình là 41.050 đô la. Nam có mức lợi tức trung bình là 23.342 đô la so với nữ là 21.637 đô la. Lợi tức đầu người của thành phố là 12.152 đô la. Khoảng 16,1% gia đình và 19,8% dân số sống dưới mức nghèo khó. Trong đó có khoảng 24,1% dưới 18 tuổi và 10,4% từ 65 trở lên. Santa Ana là một thành phố có sự phân chia nhiều tầng lớp kinh tế xã hội sau hàng nhiều thập niên di dân và thịnh vượng kinh tế.

## Thương mại
Santa Ana là nhà của các công ty:
- First American Corporation
- Ingram Micro
- The Orange County Register
- Greenwood & Hall
- Behr Paint

## Giao thông
Amtrak là hệ thống xe lửa hành khách quốc gia cung cấp dịch vụ giao thông đến Santa Ana vài lần trong ngày làm việc và không thường xuyên vào cuối tuấn. Nó điều hành tuyến Pacific Surfliner giữa San Diego, California ở phía nam và Los Angeles, California hay Paso Robles, California ở phía bắc (xem Trung tâm Giao thông Vùng Santa Ana). Greyhound USA là dịch vụ chuyên chở bằng xe buýt lớn nhất tại Santa Ana. Greyhound phục vụ lục địa Hoa Kỳ và Canada. Các tuyến xe buýt Crucero, Intercalifornias, và các tuyến khác phục vụ tất cả các điểm đi vào Mexico.
Phi trường John Wayne nằm trong thành phố Santa Ana và mã số IATA của nó là SNA.